# Danio choprae
Danio choprai · Danio rubis
Espèce
Synonymes
- Brachydanio choprai (Hora, 1928)
- Danio choprai Hora, 1928 (préféré par UICN)

Statut de conservation UICN

 LC  : Préoccupation mineure
Danio choprae, communément appelé le Danio rubis[réf. nécessaire], est une espèce de poissons d'eau douce de la famille des Cyprinidae endémique de Birmanie.

## Systématique
L'espèce Danio choprae a été décrite en 1928 par l'ichtyologiste indien Sunder Lal Hora (1896–1955).

## Répartition
Danio choprae est endémique d'un affluent fleuve Irrawaddy dans le Nord de la Birmanie.

## Description
Danio choprae mesure jusqu'à 38,6 mm de longueur totale.

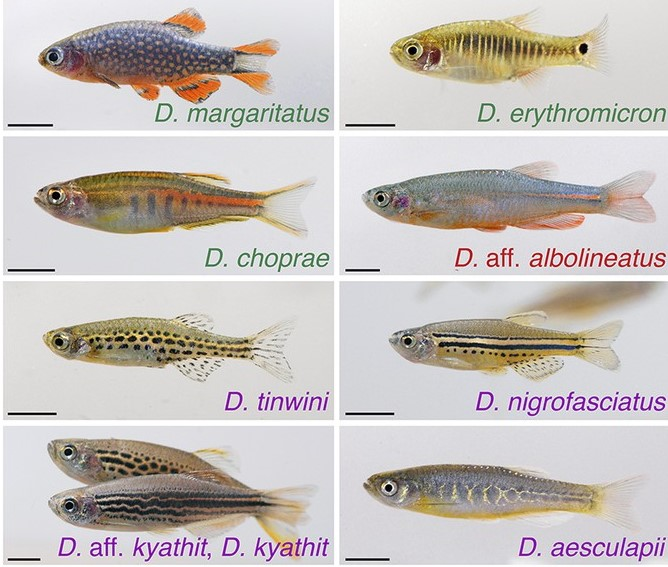
Neuf espèces du genre Danio dont Danio choprae.

## Étymologie
Son épithète spécifique, choprae, lui a été donnée en l'honneur du zoologiste indien Bashambhar Nath Chopra (d) (1898-1966) qui a collecté le spécimen type. À noter que Chopra étant un homme, le suffixe ne devrait pas être ae, celui-ci s'appliquant conventionnellement aux femmes. Sunder Lal Hora a donc fait une erreur qu'il a reconnue dans une publication ultérieur. Ce qui explique pourquoi cette espèce est parfois orthographiée Danio choprai ; toutefois la graphie originale reste correcte dans la mesure où d'autre noms masculins se terminant par un « a » ont donné lieu à une terminaison en ae.

## Publication originale
- (en) S. L. Hora, « Notes on fishes in the Indian Museum. XV. Notes on Burmese fishes », Records of the Indian Museum, Calcutta, vol. 39, no 1,‎ 1928, p. 37-40 (ISSN 0375-099X).